# Convertidor DC-DC
Un convertidor DC-DC és un dispositiu que transforma corrent continu d'una tensió a una altra. Solen ser reguladors de commutació que donen a la seva sortida una tensió regulada i, la majoria de les vegades, amb limitació de corrent. Es tendeix a utilitzar freqüències de commutació cada vegada més elevades perquè permeten reduir la capacitat dels condensadors, amb el consegüent benefici de volum, pes i preu. Els més populars són els reguladors commutats, que utilitzen emmagatzematge d'energia en forma de camp magnètic.

## Convertidors electrònics
Els convertidors DC-DC commutats realitzen la conversió emmagatzemant l'energia d'entrada temporalment i lliurant-la després a la sortida a un voltatge diferent. Això pot realitzar-se utilitzant dispositius d'emmagatzematge de camp magnètic (inductors) o d'emmagatzematge de camp elèctric (condensadors). Per efectuar la commutació s'utilitzen dispositius semiconductors de potència àmpliament utilitzats com interruptors, com són els transistors, díodes, etc.
La majoria dels convertidors DC-DC estan dissenyats per transferir l'energia en una sola direcció, de l'entrada a la sortida. No obstant això, totes les tipologies de reguladors commutats poden fer-se bidireccionals per permetre la transferència d'energia en qualsevol direcció. Això s'aconsegueix substituint tots els díodes per transistors controlats independentment (rectificació activa). Un convertidor bidireccional és útil en múltiples aplicacions, per exemple, el fre regeneratiu dels vehicles, en les quals l'energia es subministra a les rodes durant l'acceleració, i es rep energia des de les rodes al frenar.
Els convertidors DC-DC estan disponibles com circuits integrats (CI) que requereixen pocs components addicionals així com en forma de mòduls complets de circuits híbrids (CIs i components discrets), llestos per al seu ús dins d'un sistema electrònic.

### Emmagatzematge magnètic
En aquests convertidors DC-DC, l'energia s'emmagatzema i s'allibera periòdicament en i des del camp magnètic d'un inductor o un transformador. Ajustar el cicle de treball del voltatge de càrrega i descàrrega (és a dir, la relació dels temps d'encesa i apagada), pot controlar-se la quantitat d'energia transferida a una càrrega. En general, el terme convertidor DC-DC es refereix a un d'aquests convertidors commutats per raó de l'extensió del seu ús.

### Emmagatzematge capacitiu
També hi ha circuits multiplicadors de voltatge capacitius que permeten multiplicar un voltatge de CC per un valor sencer. Els convertidors de condensadors commutats es basen en la connexió de condensadors a l'entrada i a la sortida en diferents topologies. Per exemple, un convertidor reductor de condensadors commutats podria carregar dos condensadors en sèrie i després descarregar-los en paral·lel. Això produiria, idealment, la meitat del voltatge d'entrada i el doble del corrent. Normalment s'utilitzen en aplicacions que requereixen corrents relativament petites, ja que a corrents més altes l'augment de l'eficiència i la menor grandària dels convertidors commutats els converteix en una millor opció. També s'utilitzen a voltatges extremadament alts, ja que els elements magnètics es destruirien a aquests voltatges.

## Classificació dels convertidors commutats
Els convertidors DC-DC es classifiquen en tres grups segons la relació entre els nivells de tensió a l'entrada i la sortida. Aquests grups es detallen a continuació juntament amb les topologies fonamentals de convertidors commutats magnètics.

### Reductors
Converteixen la tensió d'entrada a una tensió de sortida de menor nivell.
- convertidor Buck

### Elevadors
Converteixen la tensió d'entrada a una tensió de sortida de major nivell.
- convertidor Boost

### Reductors-Elevadors
Poden convertir la tensió d'entrada a una tensió de sortida de menor o major nivell, segons es desitgi.
- Convertidor Buck-Boost
- Convertidor Push-Pull
- convertidor Cuk
- convertidor SEPIC

## Convertidors DC-DC aïllats
Igual que la resta dels convertidors d'energia, hi ha topologies de convertidors DC-DC que utilitzen transformadors d'aïllament per obtenir característiques d'aïllament elèctric i d'elevació o reducció de voltatges. Els tipus fonamentals de convertidors DC-DC aïllats són els següents.
- convertidor Forward
- convertidor Flyback
- convertidor Semipont
- convertidor Pont

## Modes de conducció
Els convertidors electrònics magnètics poden funcionar en dos modes diferents en funció de les característiques de la forma d'ona de corrent en l'element magnètic del circuit (inductor o transformador). Mas específicament segons si aquest corrent s'anul·la en algun instant o interval de temps del període d'operació.
- Mode de conducció continu: el corrent en la inductància no s'anul·la en cap moment durant l'operació normal.
- Mode de conducció discontinu: el corrent en la inductància s'anul·la durant una certa part de el període.

## Tipus de commutació
A l'igual que la resta dels convertidors commutats, els convertidors DC-DC electrònics poden distingir segons les característiques de la commutació que realitzen els dispositius interruptors.
- Commutació dura (hard switching): Fa referència a les condicions d'alta dissipació de potència física que suporten els dispositius electrònics de potència utilitzats com interruptors.
- Ressonants: Utilitzen el principi de ressonància per obtenir formes d'ona, generalment sinusoïdals, en què hi hagi punts de voltatge o corrent nuls que permetin commutar els interruptors amb una mínima dissipació de potència (commutació a voltatge zero o ZVS i commutació a corrent zero o ZCS).
- Commutació suau (soft switching): Utilitza els principis de ressonància sol en un interval de temps en les rodalies del moment de la commutació, permetent reduir les pèrdues en els interruptors alhora que evita els desavantatges dels convertidors ressonants.

## Convertidors commutats vs. convertidors lineals
La conversió commutada sol ser més eficient pel que fa a l'energia (eficiència típica entre 75% i 98%) que la regulació de voltatge lineal. Calen temps ràpids de pujada i baixada dels dispositius semiconductors per a una major eficiència; però, aquestes ràpides transicions es combinen amb els efectes paràsits de la disposició dels components incrementant la complexitat del disseny dels circuits. La eficiència més gran d'un convertidor commutat redueix les dimensions dels dissipadors de calor necessaris i augmenta la durabilitat de la bateria en els equips portàtils. L'eficiència ha millorat des de finals dels anys 80 a causa de l'ús del transistor d'efecte camp de potència, els quals són capaços de commutar més eficientment amb menors pèrdues de commutació a freqüències més altes que els seus antecessors, els transistors bipolars de potència, a més que requereixen circuits d'accionament menys complexos. Una altra important millora en els convertidors DC-DC és la substitució del díode de free-WHEELING per la rectificació síncrona mitjançant un FET de potència, la resistència d'encesa és molt menor, el que redueix les pèrdues de commutació.
Encara que requereixen pocs components, els convertidors de commutació són electrònicament complexos. Com tots els circuits d'alta freqüència, els seus components han de ser acuradament especificats i disposats físicament per aconseguir un funcionament estable i mantenir el soroll de commutació (EMI / RFI) a nivells acceptables. El seu cost és més gran que el dels reguladors lineals en aplicacions de reducció de tensió, però ha anat disminuint amb els avenços en el disseny de xips.
Els convertidors commutats generen soroll i distorsió harmònica, no només a la sortida regulada, sinó que a través de la seva línia d'entrada pot propagar a la resta de sistema. Aquests components també es pot propagar per radiació causant problemes d'interferència electromagnètica (EMI).

## Altres tipus de convertidors

### Convertidors electromecànics
Un grup motor-generador consisteix en un motor elèctric i un generador acoblats entre si. El seu interès és principalment històric. Combina les funcions de les dues màquines en una sola unitat, amb espires per a les funcions del motor i del generador bobinades al voltant d'un sol rotor. D'aquesta manera, la tensió d'entrada s'aplica en un dels bobinats, per al control del motor, i la sortida s'obté en l'altre bobinat.